# Rue Maubuée

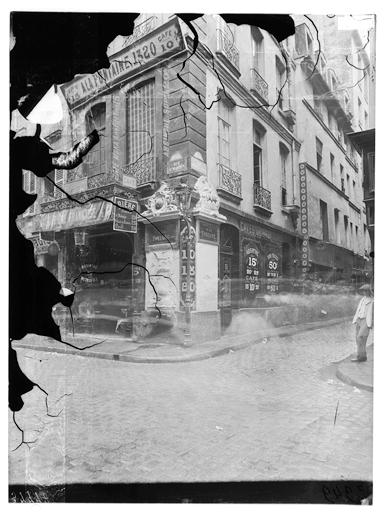
La fontaine Maubuée, à l'angle de la rue Saint-Martin et de la rue Maubuée.

La rue Maubuée est une ancienne rue de Paris, située dans l'actuel 4e arrondissement, à l'emplacement du Centre national d'art et de culture Georges-Pompidou et de la place Georges-Pompidou.

## Situation
Au moment de sa disparition, la rue commençait au no 29 rue Brisemiche (anciennement no 19 rue du Poirier) et au no 1 rue Beaubourg pour finir aux nos 120 et 132 (anciennement nos 46 et 48) rue Saint-Martin. Elle était longue de 90 m,.
Avant la réorganisation de 1859-1860, elle appartenait au 7e arrondissement, quartier Sainte-Avoie. Elle est ensuite intégrée au 4e arrondissement, quartier Saint-Merri.

## Origine du nom
« Maubué », en vieux français, signifiait mal-propre.

## Historique
Cette rue, qui marquait la limite sud du Beau-Bourg, était urbanisée dès 1300. Elle n'apparait pas dans Le Dit des rues de Paris car, selon les frères Lazare, cette rue aurait été confondue avec la rue Simon-le-Franc. En 1357, il y est fait référence sous le nom de « rue de la Fontaine Maubuée ». De 1398 à 1533, les censiers de l'église Saint-Merri l’indiquent sous le nom de « la Baudroierie ».
Elle est citée sous le nom de « rue Maubué » dans un manuscrit de 1450 et dans un autre de 1636. 
La fontaine Maubuée est reconstruite en 1733. Elle se trouvait à l'angle nord avec la rue Saint-Martin (no 122).
Une décision ministérielle du 13 vendémiaire an X (5 octobre 1801), signée Chaptal, fixe la largeur de cette voie publique à 8 m. En vertu d'une ordonnance royale du 16 mai 1833, cette largeur a été portée à 10 m, les constructions du côté des numéros impairs étant soumises à un retranchement.
Le 30 juin 1890, la rue Maubuée est réunie à la rue Simon-le-Franc. 
L'ensemble des maisons de l'ancienne rue Maubuée disparaissent finalement lors de la destruction de l'îlot insalubre no 1 en 1936. Le terrain est laissé vierge de construction et sert de parc de stationnement. Le tronçon de la rue Simon-Le-Franc à l'ouest de la rue Beaubourg, y compris l'ancienne rue Maubuée, est officiellement déclassé par arrêté du 13 août 1971 et le Centre national d'art et de culture Georges-Pompidou et la place Georges-Pompidou sont aménagés à cet emplacement de 1972 à 1977.